# Нишки договор
Нишкият мирен договор е подписан на 3 октомври 1739 г. в Ниш между Османската империя и Руската империя.
С него се препотвърждава края на руско-турската война (1735 – 1739) и на руските имперски амбиции за излаз на Черно море посредством Азовско, както и за придобиването на Крим от руска страна.  Свещената Римска империя влиза във войната през 1737 г. на руска страна, но е принудена да сключи първа Белградския мирен договор, по силата на който връща всички свои бивши балкански османски владения, включително и Олтения на княжество Влахия.
С Нишкия мирен договор обаче се признава правото на Руската империя от османска страна да има свое пристанище на Азовско море, но без право на черноморски флот.
На практика, Нишкият мирен договор е анекс към Белграския мирен договор. Нишкият договор е последния крупен външнополитически успех на Османската империя и е при управлението на султан Махмуд I. След смъртта на този султан започва османския залез през втората половина на 18. век с последвалия Кючуккайнарджийски мирен договор.